# Combronde
Combronde là một xã ở tỉnh Puy-de-Dôme trong vùng Auvergne miền trung nước Pháp. Xã này nằm ở khu vực có độ cao trung bình 392 mét trên mực nước biển.